# Gmina Qeqqata
Qeqqata – jedna z pięciu gmin Grenlandii utworzona 1 stycznia 2009 roku z gmin: Maniitsoq i Sisimiut. Gmina położona jest w zachodniej części wyspy. Jest drugą co do wielkości najmniejszą tego typu jednostką administracyjną na wyspie.
Populacja w styczniu 2010 roku wyniosła 9667 osób.

## Miasta i osady
- Atammik
- Itilleq
- Kangaamiut
- Kangerlussuaq
- Maniitsoq
- Napasoq
- Sarfannguit
- Sisimiut